# 布拉德拉龙卷风
布拉德拉龙卷风是一场强烈的龙卷风，在1970年1月1日发生在新南威尔士州布拉德拉镇附近。并且被认为是澳大利亚有史以来最具破坏性的龙卷风 。人们认为在藤田级数上至少有F4或F5；然而，官方级数没有对外公布。
龙卷风造成破坏的范围是布拉德拉国家森林22公里的长度和1-1.6公里的宽度  。 据估计，龙卷风摧毁了超过一百万棵树。 一辆大篷车被毁，一辆2吨重(2000千克)的拖拉机被吊到空中，上下颠倒。据目击者称，龙卷风是一团旋转的乌云，周围飞着碎片，发出雷鸣般的轰响。 产生龙卷风的天气系统是一个典型的暴力龙卷风，在美国、加拿大、孟加拉和邻近地区很少见到。 